# 미소 (영화)
"미소"는 2004년에 개봉한 대한민국의 영화이다.

## 캐스팅
- 추상미 : 소정 역
- 송일곤 : 지석 역
- 조성하 : 교관 역
- 진경 : 안 작가 역
- 손병호 : 철이 역
- 진수현 : 숙이 역
- 최병학 : 소정부친 역
- 김은영 : 소정모친 역
- 박원상 : 민수 역
- 김수진 : 민수아내 역
- 유진수 : 민수 딸 은선 역
- 최준형 : 민수 아들 은석 역
- 정성갑 : 먼 친척 역
- 최정열 : 안 작가 사촌 역
- 오세곤 : 카메라 수리점 역
- 이상직 : 사진 작가 역
- 이도일 : 금테안경 역
- 멘델 체낵 : 영어학원 강사 역
- 이봉이 : 보살 역
- 손영순 : 소정 주모 역
- 김을금 : 조모 친구 역
- 강민지 : 현상소 직원 역
- 송상석 : 경주 삐끼 역
- 한인수 : 미용사 역
- 이찬호 : 배달원 역
- 이승욱 : 안 작가 애인역
- 강이관 : 경비행장 수강생 역
- 양희정 : 경비행장 수강생 역
- 유혜숙 : 경비행장 수강생 역
- 김태옥 : 영어학원 수강생 역
- 김효정 : 영어학원 수강생 역
- 최형락 : 영어학원 수강생 역
- 이일호 : 시각장애인 역
- 손원평 : 전시실 직원 역
- 이미정 : 종합병원 간호 역
- 오승욱 : 안 작가 애인 역
- 장민호 : 안 작가 조부 역 (특별출연)

## 수상내역
- 서울국제여성영화제 (IF상)